# Půjčka pro Srbsko
Půjčka pro Srbsko (srbochorvatsky Zajam za Srbiju/Зајам за Србију) byla veřejná půjčka, vypsaná v červnu 1989 v socialistické republice Srbsko, tehdejší součástí Jugoslávie. Jejími architekty byli srbští komunisté (Svaz komunistů Srbska) pod vedením Slobodana Miloševiće, kteří se pomocí tohoto nástroje pokoušeli zlepšit ekonomickou situaci (národní hospodářství) svojí svazové republiky. Srbský parlament (skupština) tento návrh odsouhlasil již 20. května a během několika následujících dní odstartovala. Akce byla velkolepě prezentována, jak letáky, tak i v novinách. Každý den v bělehradském deníku Politika vycházely články o bohatých Srbech ze zahraničí, kteří poskytli své peníze pro ekonomický rozvoj Srbska. Jugoslávský dinár procházel v tuto dobu inflační vlnou; jeho hodnota klesala a ceny za běžné zboží se pohybovaly v řádech tisíců až desetitisíců.
Půjčka byla vypsána v hodnotě miliardy dolarů, což bylo nejvíce v jugoslávských dějinách.. Nicméně nebyla příliš úspěšná, podařilo se získat mnohem méně peněz, než bylo původně avizováno. 